# Tekom
Tekom är en kommun i Mexiko.   Den ligger i delstaten Yucatán, i den östra delen av landet, 1 100 km öster om huvudstaden Mexico City. Antalet invånare är 2 933. Arean är 202 kvadratkilometer.
Terrängen i Tekom är mycket platt.